# Wendy Stites
Wendy Stites, auch Wendy Weir, (* 1949) ist eine australische Kostümbildnerin. Bekannt wurde sie durch die Arbeiten für die Kinofilme ihres Mannes, Regisseur Peter Weir. Darunter für Filme wie Green Card – Schein-Ehe mit Hindernissen, Master & Commander – Bis ans Ende der Welt oder The Way Back – Der lange Weg.

## Leben und Karriere
Wendy Stites, Jahrgang 1949, traf ihren späteren Ehemann, den Filmregisseur Peter Weir, auf einer Schiffspassage nach Europa. Zurück in Australien heiratete das Paar 1966. Die Tochter Ingrid Weir wurde 1973 geboren. Wendy Stites und Peter Weir arbeiteten an zahlreichen Kinoprojekten seit Mitte der 1970er Jahre zusammen. Wendy unterstützte ihren Mann am Set in zahlreichen Funktionen, unter anderem als Produktionsdesignerin, später auch als Kostümbildnerin. Einen großen Erfolg feierte das Paar als Wendy Stites die Kostüme für den Abenteuerfilm Master & Commander – Bis ans Ende der Welt, in den Hauptrollen Russell Crowe und Paul Bettany, lieferte. Für den Film ihres Mannes, der als Regisseur, Drehbuchautor und Produzent fungierte, erhielt sie eine Oscar-Nominierung in der Kategorie Bestes Kostümdesign. Auch an dem Film The Way Back – Der lange Weg mit Jim Sturgess, Ed Harris und Colin Farrell im Jahr 2010 war sie mit ihrer Arbeit als Kostümbildnerin maßgeblich am Gelingen des Films beteiligt. 
Nach 50 Jahren Ehe, im Jahr 2016, trennten sich Peter Weir und Wendy Stites, ohne sich jedoch scheiden zu lassen. Die beiden haben eine gemeinsame Tochter und einen Sohn zusammen.

## Auszeichnungen (Auswahl)
- 2004: Auszeichnung in der Kategorie Beste Kostüme mit dem British Academy Film Award bei den British Academy Film Awards 2004 für Master & Commander – Bis ans Ende der Welt
- 2004: Oscar-Nominierung in der Kategorie Bestes Kostümdesign bei der Verleihung 2004 für Master & Commander – Bis ans Ende der Welt

## Filmografie (Auswahl)

### Kino
als Kostümbildnerin
- 1975: Picknick am Valentinstag (Picnic at Hanging Rock)
- 2003: Master & Commander – Bis ans Ende der Welt (Master & Commander)
- 2010: The Way Back – Der lange Weg (The Way Back)

als Produktionsdesignerin oder Szenenbildnerin
- 1979: Wenn der Klempner kommt (The Plumber) (Fernsehfilm)
- 1989: Der Club der toten Dichter (Dead Poets Society)
- 1990: Green Card – Schein-Ehe mit Hindernissen (Green Card)
- 1993: Fearless – Jenseits der Angst (Fearless)
- 1998: Die Truman Show (The Truman Show)